# Conflito de Najrã
O Conflito de Najrã foi um conflito pouco documentado ocorrido nos anos 1930 entre o Reino do Iêmem e o Reino do Hejaz e Négede pela posse de Najrã. Todos os detalhes conhecidos são fornecidos na página 322 do livro de 1955 Saudi Arabia de St John Philby, que dá o seguinte relato:
| “ | Porém, no inverno de 1931/2, ocorreu um incidente mais sério, quando uma força iemenita desceu e ocupou Najrã, onde a propriedade de elementos hostis foi destruída. Suas queixas forçaram ibne Saúde a reagir vigorosamente; e, na primavera de 1932, o chefe curma, Calide ibne Luai, liderou uma forte força ikhwan ao local, e teve pouca dificuldade em expulsar a guarnição iemenita do oásis e ocupá-lo em nome de ibne Saúde. A questão de Najrã foi assim resolvida definitivamente. | ” |

O conflito também é mencionado em 1988 na página 54 do livro Saudi Arabia: The Ceaseless Quest for Security de Nadav Safran, em 1988, que fornece um relato semelhante, provavelmente baseado no de Philby:
| “ | A causa imediata da guerra do Iêmem foi uma disputa sobre o oásis de Najrã, na fronteira entre os dois países, que as forças do imame Iáia apreenderam e das quais os ikhwans os derrubaram na primavera de 1932. | ” |

## Comentário
Numa investigação em 2017, o projeto Correlates of War não conseguiu encontrar mais informações e constatou que o The Times não continha nenhuma menção a esse incidente. Eles acrescentaram a seguinte declaração:
| “ | É claro que algo aconteceu aqui. Porém, nunca poderemos verificar os detalhes deste MID independente de Philby. Philby é respeitável como uma fonte para a política da Arábia Saudita no momento. Também era um associado próximo de ibne Saúde. Dito isto, não oferece detalhes dessa disputa sobre a qual [podemos] construir. Não sabemos os meses em que isso aconteceu. Tecnicamente, nem sabemos o ano. Não recebemos grandes informações sobre como separar um ataque de um confronto ou demonstração de força de uma ocupação de território no nível do incidente. Talvez nunca saibamos todos os detalhes desse incidente. Pode ser perdido à história. | ” |